# Épi-Inositol
L’épi-inositol est un composé chimique de formule C6H12O6 ; c'est l'un des stéréoisomères synthétiques de l'inositol.